# Jüdischer Friedhof (Dolní Kounice)
Koordinaten: 49° 4′ 5,8″ N, 16° 27′ 44,4″ O

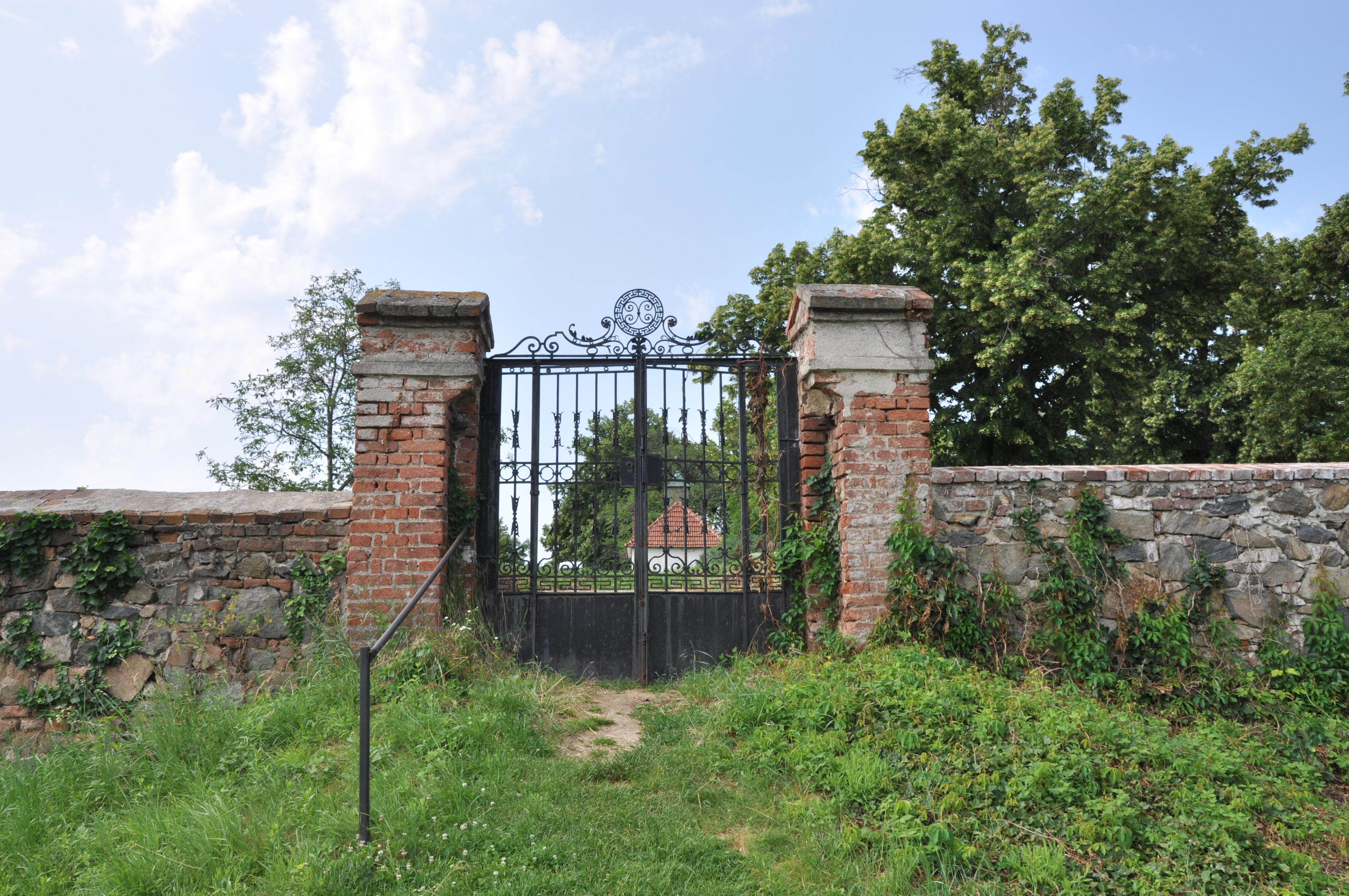
Eingang zum jüdischen Friedhof in Dolní Kounice

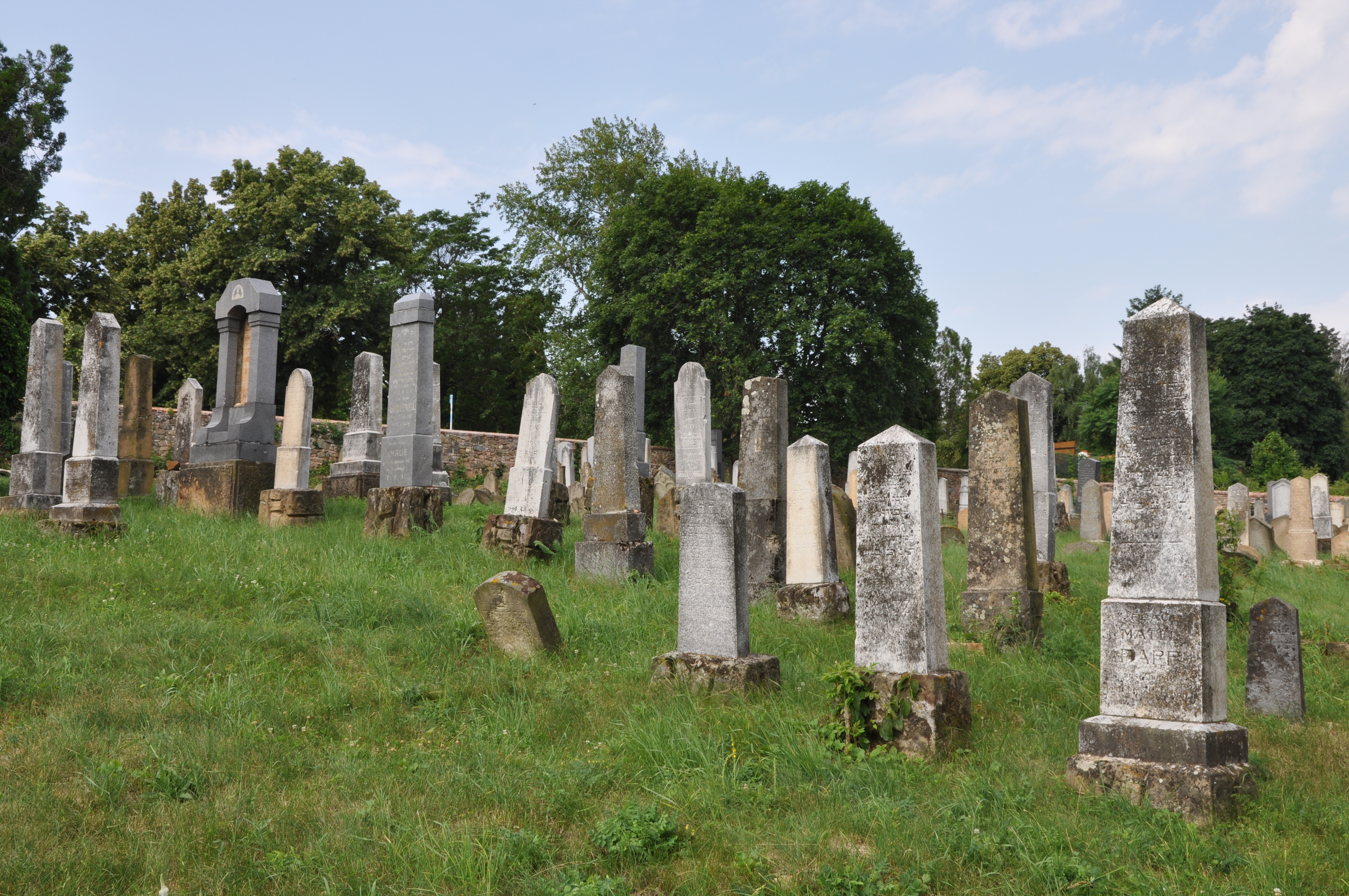
Ansicht

Der Jüdische Friedhof in Dolní Kounice (deutsch Kanitz), einer Stadt im Okres Brno-venkov in Tschechien, wurde um 1680 angelegt. Der jüdische Friedhof ist seit 1988 ein geschütztes Kulturdenkmal.

## Geschichte
Der aus dem 14. Jahrhundert stammende alte jüdische Friedhof wurde um 1680 durch einen neuen Friedhof an einem Hang über dem Ghettobezirk abgelöst. Er diente bis 1939/40 als Begräbnisstätte. Auf dem Friedhof sind heute noch circa 1500 Grabsteine (Mazevot) erhalten. Auch einige vom mittelalterlichen Friedhof, die hierher versetzt wurden.